# Euryproctus clavatus
Euryproctus clavatus là một loài tò vò trong họ Ichneumonidae.